# Oldřich Kredba
Oldřich Kredba (* 24. September 1904 in Prag; † 24. November 1981 ebenda) war ein tschechoslowakischer Pianist, Cembalist und Musikpädagoge.

## Leben
Kredba hatte während seiner Zeit am Realgymnasium Klavierunterricht bei Jan Heřman und Bohdan Gselhofer und besuchte dann am Prager Konservatorium die Meisterklasse von Karel Hoffmeister. Nach dem Abschluss 1928 vervollkommnete er zwei Jahre lang seine Ausbildung bei Vilém Kurz. 1938 schloss er ein Studium der Musikwissenschaft an der Karls-Universität ab.
Ab 1930 trat Kredba im tschechischen Hörfunk auf. Von 1935 bis 1941 war er Mitglied des Tschechischen Klaviertrios. Sein Repertoire umfasste klassische und vorklassische Werke, wobei er auch zeitgenössische Kompositionen aufführte. Er veröffentlichte Werkausgaben und musikwissenschaftliche Schriften. Von 1939 bis 1976 unterrichtete er am Prager Konservatorium.